# Musée Rath

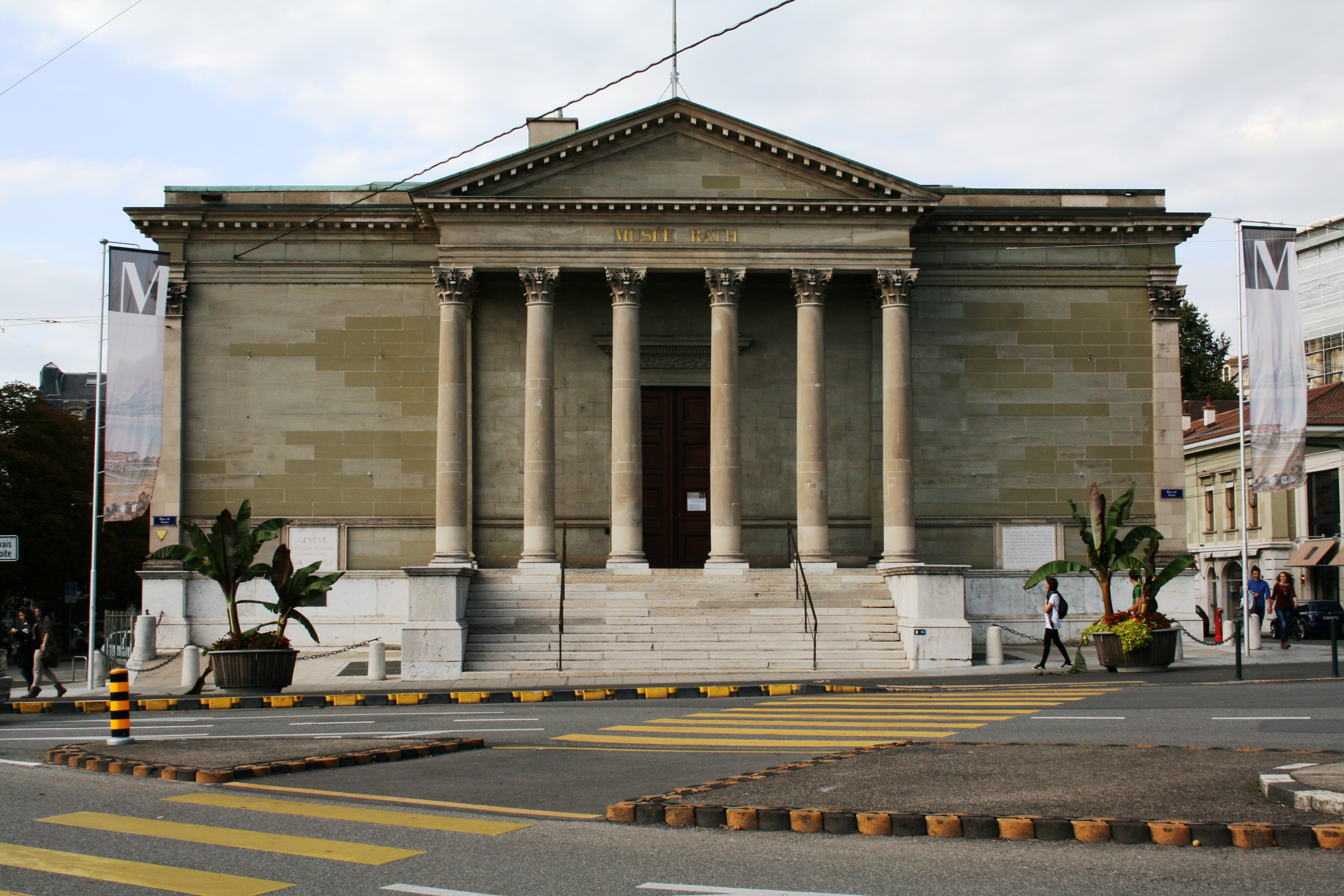
Fassade des Musée Rath (2012)

Das Musée Rath ist ein Kunstmuseum in Genf. Seit 1910 präsentiert es ausschliesslich Sonderausstellungen. 
Es liegt am Place Neuve (Neuer Platz), gerade vor den alten Stadtmauern und neben dem Grand Théâtre (Genfer Oper) und dem Conservatoire de musique (Musikhochschule). 

## Geschichte
Es wurde 1824 bis 1826 von dem Architekten Samuel Vaucher nach dem Vorbild griechischer Tempel erbaut. Der General Simon Rath (1766–1819) hatte eine grosse Summe seinen Schwestern Jeanne und Henriette Rath vermacht „um etwas nützliches für sein Land zu schaffen, das seinen Namen tragen würde“. Die Schwestern Rath entschieden sich für ein Museum, und die Société des arts (Kunstgesellschaft) baute dies mit ihrer Spende und der Beihilfe des Genfer Staats. Seit 1851 ist das Museum im Besitz der Stadt Genf.
Das Musée Rath war das erste eigens gebaute Kunstmuseum der Schweiz. Am Anfang diente das Museum sowohl für Dauerausstellungen, Sonderausstellungen, Kulturtreffen und der Kunstausbildung. Ab 1880 war das Museum zu klein für die Sammlungen. Seit der Einweihung des Musée d’art et d’histoire 1910 ist das Musée Rath Sonderausstellungen gewidmet. 
Zwischen 1916 und 1919 sowie ab 1939 war das Museum geschlossen und das Gebäude wurde für die Internationale Zentralstelle für Kriegsgefangene des IKRK benutzt. 
Das Gebäude steht seit 1921 unter Denkmalschutz. 